# ۱۱۶ (قمری)
۱۱۶ (قمری)، صد و شانزدهمین سال در گاهشماری هجری قمری است. اول محرم این سال برابر با چهاردهم فوریه سال ۷۳۴ میلادی است.